# Borys Makary
Borys Makary (ur. 25 sierpnia 1977 w Krakowie) – polski artysta wizualny. Zajmuje się sztuką konceptualną, kreacyjną, komentującą rzeczywistość.

## Życiorys
Absolwent fotografii na Wydziale Komunikacji Multimedialnej Uniwersytetu Artystycznego w Poznaniu. Obronił doktorat na Akademii Sztuk Pięknych w Łodzi, którego promotorem był prof. Grzegorz Przyborek. Fotografii mody uczył się u Milesa Aldridge’a oraz w International Center of Photography w Nowym Jorku. Był asystentem fotografa mody Richarda Warrena. Swoje prace wystawiał w kraju i za granicą, m.in. na indywidualnej wystawie w paryskiej galerii Claude-Samuel, oraz na wystawie zbiorowej FOTOFEVER w Luwrze oraz galerii NUE. Pokazywał również prace na indywidualnej wystawie w La Maison de la Photographie w Lille oraz zbiorowej wystawie w Lille Grand Palais. Uczestniczył w festiwalach WeArt w Barcelonie oraz Photo Independent w Los Angeles.
Od 2012 roku otrzymał liczne nagrody na międzynarodowych konkursach fotograficznych w USA i w Europie, w tym medale na Prix de la Photographie Paris - zarówno za kampanie reklamowe, jak i projekty autorskie. Publikował na łamach wielu magazynów fotograficznych, w tym „Secret Behaviour” czy „contra doc!”.
W twórczości Makarego widoczne są dwa nurty. Z jednej strony jest to fascynacja ludzkim ciałem, z drugiej - podziw dla piękna i potęgi natury. Do swoich działań wykorzystuje głównie fotografię, ale tworzy również instalacje. Coraz częściej sięga też po video.

## Wystawy

### indywidualne
- 2019 - „They”, NUE Galerie / Walencia, Hiszpania
- 2019 - „2460376”, Galeria FOTO-GEN / Wrocław
- 2019 - "2460376”, Galeria Imaginarium / Łódź
- 2017 - "Connection, They were" / La Maison de la Photographie / Lille, Francja
- 2017 - "Le factice" / Lille Grand Palais / Lille, Francja
- 2017 - "Unseen dialogues" / Andel's Art Gallery / Kraków
- 2016 - "Le factice", Galeria Skałeczna^5/ Kraków
- 2016 - "They were, Connection, Polish misia", Galerie Claude Samuel / Paryż, Francja
- 2015 - "Polish Misia", Galeria Marchołt / Katowice
- 2015 - "They were", NEY Gallery / Warszawa
- 2014 - "Polish misia / Lick your teddy", Galeria Ptapty / Poznań
- 2014 - "Borys Makary", Galeria Nizio Interior / Warszawa
- 2014 - "Polish misia / Lick your teddy", Galeria Imaginarium / Łódź
- 2014 - "Polish misia / Lick your teddy", Galeria Prodesign / Kraków
- 2013 - "Carpe diem", Galeria FF / Łódź
- 2013 - "Borys Makary", Galeria Prodesign / Kraków
- 2012 - "Carpe diem", Galeria Pauza / Kraków

### grupowe
- 2018 - „El cuerpo reinterpretado”, NUE Galerie / Valencia, Hiszpania
- 2015 - "Fragile: The Body Project vol. 4", Otwarta Prcownia / Kraków
- 2015 - "Mglista strefa", MONA INNER SPACES, Museum of contemporary art / Poznań
- 2015 - "Focus On Fashion: Only One" / Cracow Fashion Week, Krakow
- 2014 - "Fotofever" Photography Art Fair, Carrousel du Louvre / Paryż, Francja
- 2014 - "WeArt Festival" / Barcelona, Hiszpania
- 2014 - "American Aperture Awards", Photo Independent Art Fair / Los Angeles, USA
- 2014 - "Portret zbiorowy". Galeria Floriańska 22 / Kraków
- 2013 - "NUE.1", NUE Galerie / Paryż, Francja
- 2013 - "Nieoczywiste 2013", Galeria Aula, Uniwersytet Artystyczny w Poznaniu / Poznań
- 2012 - "Look on Fashion", Galeria Imaginarium / Łódź
- 2012 - "Look on Fashion", Andel's Hotel / Łódź
- 2012 - "SPACE, SPACE experimental", Galeria "Bunkier Sztuki" / Kraków
- 2012 - "End of the year exhibition", Uniwersytet Artystyczny w Poznaniu / Poznań
- 2011 - "Bielsko-Biała 2011", Galeria B&B / Bielsko-Biała
- 2010 - "Women diva", Pałac Pod Baranami / Kraków

## Książki
- 2015 - UNLOCKED (wyd. Atopos (Grecja), ISBN 978-960-89637-5-7)
- 2015 - Palette: 06 - Transparent(wyd. viction:ary (Hongkong), ISBN 978-988-13203-3-9)
- 2020 - „They” (wyd. Akademia Humanistyczno-Ekonomiczna w Łodzi, ISBN 978-83-7405-679-3)

## Nagrody za fotografie
- 2017: PRIX DE LA PHOTOGRAPHIE PARIS (PX3) - Nagrody w kategoriach dla profesjonalistów:   * Trzecie miejsce (bronze) - Advertising
- 2015: London International Creative Competition - Winner (shortlist)
- 2015: PRIX DE LA PHOTOGRAPHIE PARIS (PX3) - Nagrody w kategoriach dla profesjonalistów:    * Trzecie miejsce (bronze) - Advertising
- 2014: ND Awards - Pierwsze miejsce (gold) - Fine Art / Nudes
- 2013: PRIX DE LA PHOTOGRAPHIE PARIS (PX3) - Nagrody w kategoriach dla profesjonalistów:    * Pierwsze miejsce (gold) - Fine Art / Nudes    * Trzecie miejsce (bronze) - Advertising
- 2013: American Aperture Awards AX3 - Pierwsze miejsce w kategorii dla profesjonalistów -  Fashion i wyróżnienie w kategorii - advertising.
- 2012 ONE EYELAND Photography Awards - Nagrody w kategoriach dla profesjonalistów:    * Drugie miejsce (silver) - Advertising    * Trzecie miejsce (bronze) - Advertising